# Ich halt zu Dir
Ich halt zu Dir – dwunasty album zespołu z Niemiec Die Flippers wydany w roku 1983.

## Lista utworów
1. Nein, nein, ich bin lieber frei – 3:48
2. Fremdes Mädchen  – 3:08
3. Ich halt zu Dir – 4:26
4. Schau mich an – 3:46
5. Das schwarze Pony – 3:54
6. Bevor Du gehst – 2:55
7. Nimm den ersten Zug – 3:24
8. Ich wird Dich im Leben nicht vergessen – 3:41
9. Laß mich Dich noch einmal spüren – 4:27
10. Ich bin auf dem Weg zu Dir – 3:14
11. Ein Kuss zum Frühstück – 3:42
12. Engel vom Lago Maggiore – 4:04